# Бандурія
Бандурія (ісп. bandurria) — традиційний іспанський струнний музичний інструмент, різновид мандоліни, який часто використовується в іспанській народній музиці. Бандурія також поширена у колишніх іспанських колоніях у Латинській Америці та на Філіппінах.

## Опис
Сучасна бандурія має корпус грушоподібної форми, дві плоскі деки, високі обичайки і коротку шию, що закінчується лопаткоподібною головкою. На інструменті натягують 6 здвоєних струн, три з яких є кишковими, а ще три — оповиті канителлю або теж кишкові. В одній з різновидів бандурії — соноре — струни металеві. Зараз музиканти стали використовувати нейлонові струни. Налаштовують інструмент по квартам або квінтам. Гриф має від 12 до 14 ладів.
Грають ж на бандуррії характерним для цього і подібних інструментів (наприклад, мандоліна) прийомом звуковидобування, який називається тремоло. Так, повторення звуків зливається в один завдяки швидким ритмічним ударам плектра (або медіатора). Плектор, як правило, має трикутну форму. Спочатку матеріалом для виготовлення була слонова кістка або інші кістки, дерево і навіть пір'я птахів. В сучасності плектор виготовляють з пластмаси або черепахового панцира.

## Історія
Іспанська назва «bandurria» походить від назви давньогрецького інструменту пандура, яка була широко поширена в античний період.
Бандуррія походить від музичного інструменту мандора — цистри, що була поширена в Іспанії у 14 столітті. Перша згадка про бандурію датована 1752 роком: до нашого часу дійшов манускрипт «Reglas, y advertencios generales para tañer la bandurria …». На жаль, музичні твори, написані в ту епоху, не збереглися; єдине, що дійшло до сучасності, знайдено манускрипті з Португалії, і має назву «Battalla de Bandura 5 ° ton» (1720—1750 рр.) під авторством Botasella.
Що стосується зовнішнього вигляду бандуррії, то в 18 столітті вона мала плоский корпус, а задня частина деки мала круглу форму, звук ж витягувався за допомогою 5-ти парних струн, які налаштовували у кварту. Сучасна бандурія має 6 струн, розміщених попарно, які налаштовують в унісон.
Серед відомих композиторів, які створювали твори для цього інструменту, були Ісаак Альбеніс, Педро Чаморро, Хоакін Турина, Хуан Мігель Вільяр, Антоніо Феррера, Хоакін Нін-і-Кастельянос, Фелікс де Сантос, Августин Піо Барріос тощо.
Бандурія має кілька різновидів. Наприклад, на Філіппінах цей інструмент називають лауд, він має 14 струн і шістнадцять ладів. Цей інструмент з'явився тут за часів іспанської колонізації, а саме в період 1555—1898 років. Зараз його гру можна почути під час виступів оркестрів щипкових інструментів, які називаються рондалла та виконують філіппінську фольклорну музику.
Латиноамериканським різновидом є бандолі, яка поширена в Болівії і Перу. На Балеарах бандурію досі називають мандурією.